# Shin Shalom
Pour les articles homonymes, voir Shalom.
Shin Shalom (en hébreu : ש. שלום ; né Shalom-Yossef Shapira à Parczew le 1er janvier 1905 et mort en Israël le 2 mars 1990) est un poète juif israélien. Shalom s'est établi en Palestine mandataire en 1922.
C'est une figure de la poésie hébraïque contemporaine. Il a écrit un certain nombre de poèmes pacifistes.